# Bouvardia latifolia
Bouvardia latifolia är en måreväxtart som beskrevs av Paul Carpenter Standley. Bouvardia latifolia ingår i släktet Bouvardia och familjen måreväxter. Inga underarter finns listade i Catalogue of Life.